# NGC 2950
NGC 2950 је спирална галаксија у сазвежђу Велики медвед која се налази на NGC листи објеката дубоког неба.
Деклинација објекта је + 58° 51' 5" а ректасцензија 9h 42m 34,8s. Привидна величина (магнитуда) објекта NGC 2950 износи 10,9 а фотографска магнитуда 11,9. Налази се на удаљености од 19,100 милиона парсека од Сунца. NGC 2950 је још познат и под ознакама UGC 5176, MCG 10-14-32, CGCG 289-16, PGC 27765.